# Гуляевская железнодорожная площадка
Гуля́евская железнодоро́жная площа́дка — населённый пункт в Вавожском районе Удмуртии. Входит в состав Водзимоньинского сельского поселения.

## География
Населённый пункт расположен на западе республики, на расстоянии примерно 19 км (по прямой) к северо-западу от села Вавож, административного центра района.

### Часовой пояс
Населённый пункт Гуляевская железнодорожная площадка как и вся Удмуртия, находится в часовой зоне МСК+1. Смещение применяемого времени относительно UTC составляет +4:00.

## Население
| 2010 | 2012 |
| ---- | ---- |
| 4    | ↘2   |

### Национальный состав
Согласно результатам переписи 2002 года, в национальной структуре населения русские составляли 80 % из 5 чел.